# Rodolfo Barteczko
Rodolfo Barteczko, mais conhecido como Patesko (Curitiba, 12 de novembro de 1910 – Rio de Janeiro, 13 de março de 1988), foi um futebolista brasileiro, considerado um dos mais completos ponta-esquerdas do futebol brasileiro na sua época: ofensivo, bom driblador e finalizador.

## Carreira
Descendente de família polonesa, iniciou carreira no Palestra Itália Futebol Clube (clube de Curitiba) e tornou-se ídolo do Botafogo e Nacional. Foi titular da Seleção Brasileira de Futebol nas copas de 1934 e 1938, sendo o primeiro paranaense convocado pela seleção e a jogar uma Copa do Mundo. Ainda na Seleção Brasileira, jogou a Copa América de 1937.
Segundo Roberto Assaf e Antônio Carlos Napoleão ("Seleção Brasileira - 90 Anos", ed. Mauad), Patesko disputou 34 partidas pela seleção brasileira, somando 20 vitórias, 5 empates, 9 derrotas e marcando 11 gols.
Fez parte da equipe botafoguense tetracampeã em 1935 e também da primeira excursão internacional, em 1936, quando disputou 9 partidas, marcando 6 gols. Sua estreia no Botafogo foi no dia 9 de dezembro de 1934, no amistoso entre o Vasco da Gama e sua última partida pelo clube foi contra a Fluminense, no dia 4 de setembro de 1943. Em 1941, quando era jogador do Botafogo, vestiu a camisa do Atlético Mineiro em um jogo amistoso, disputado em Santa Luzia (Minas Gerais) contra o time local do Santa Cruz Esporte Clube em que o Galo venceu por 3 a 2.
Também defendeu as cores dos seguintes clubes: Grêmio Esportivo Força e Luz e Atlético Mineiro.

## Títulos
Nacional
- Campeonato Uruguaio: 1933 e 1934[6]

Botafogo
- Campeonato Carioca 1935
- Copa Burgos (México): 1941[7]